# Deutscher Fernsehfunk
Deutscher Fernsehfunk (DFF; zwischen 1972 und 1990 Fernsehen der DDR) war das staatliche Fernsehen der Deutschen Demokratischen Republik.

## Geschichte

### 1950–1956: vom Fernsehzentrum zum DFF

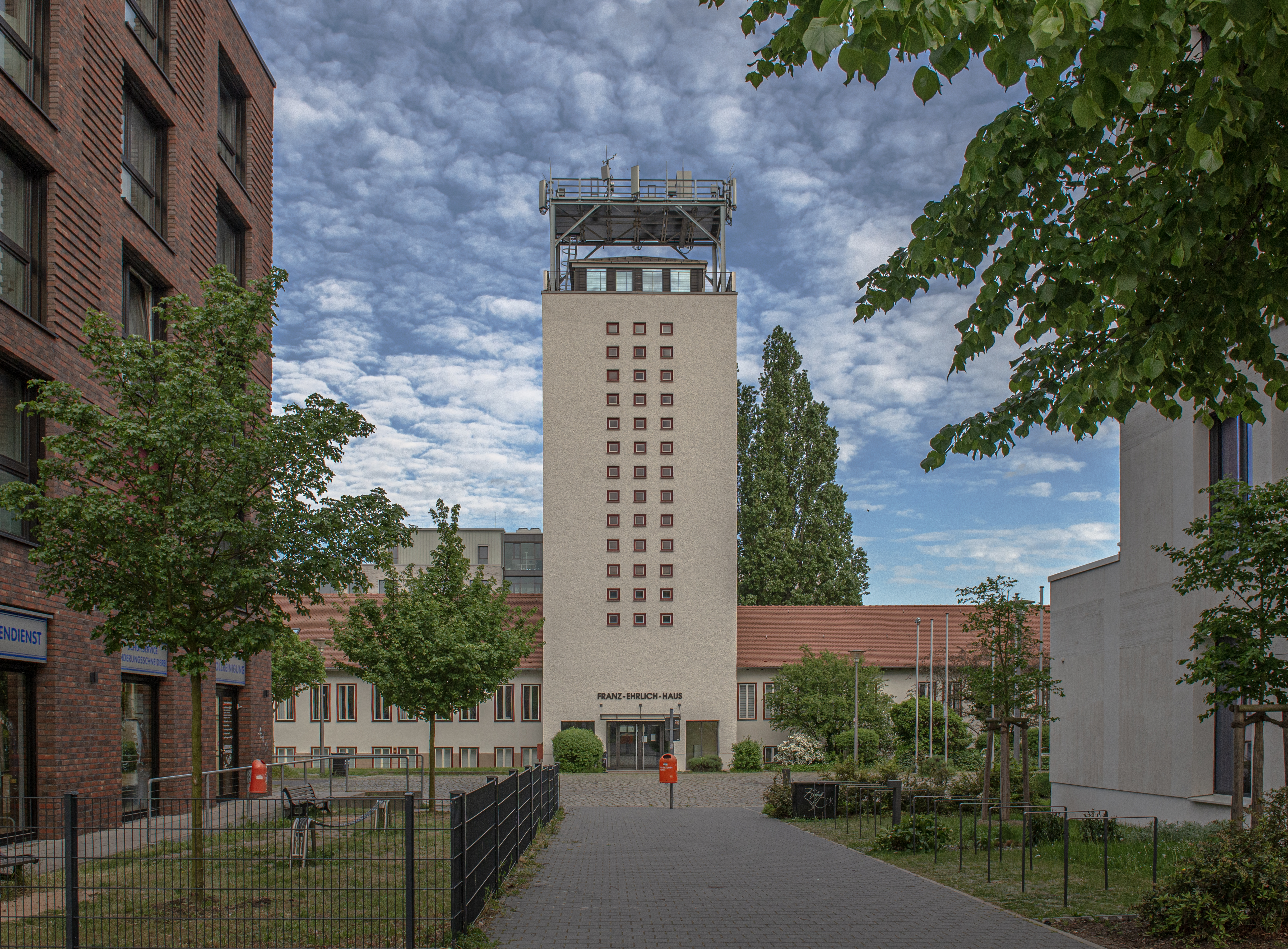
Deutscher Fernsehfunk.
Ehemaliger Richtfunkturm, rechts angrenzend das ehemalige Redaktionsgebäude der AK, genannt „Schafstall“

Unter der Rundfunk-Generalintendanz von Hans Mahle, dem Wegbereiter des Fernsehens der DDR, erfolgte am 11. Juni 1950 der erste Spatenstich für das Fernsehzentrum Berlin (FZ) in Berlin-Adlershof.
Am 20. Dezember 1951 starteten die ersten Sende- und Empfangsversuche – jedoch nur für Techniker und Fachleute, weil die ersten Fernsehgeräte öffentlich erst ab dem 29. Juli 1952 verfügbar waren.
Ein erster kleiner Bildsender (800 W) wurde im Februar 1952 in Berlin-Mitte auf dem alten Stadthaus installiert und am 3. Juni per Richtfunk mit Adlershof verbunden.
Im August 1952 wurde der Rheinländer Hermann Zilles Intendant des Fernsehzentrums. Die ersten Fernseh-Rundfunkempfänger der DDR wurden ab 16. November 1952 verkauft. Das im Sachsenwerk Radeberg hergestellte Gerät Leningrad kostete anfangs 3.500 DM, bei einem damaligen durchschnittlichen Monatseinkommen von rund 300 DM. Bis zur Produktionseinstellung 1954 sind jedoch nur ca. 3.000 Geräte Leningrad in der DDR verkauft worden, die Hauptproduktion von ca. 130.600 Geräten musste als Reparationsleistung an die Sowjetunion geliefert werden. Die Flächenabdeckung mit Fernsehgeräten in Berlin und der DDR war daher anfangs äußerst gering.
Als am 21. Dezember 1952 die kommunistische Welt „Stalins 73. Geburtstag“ feierte, startete in Ost-Berlin das „öffentliche Versuchsprogramm“ mit zwei Stunden Sendezeit täglich ab 20 Uhr und dem Brandenburger Tor als Logo. Empfangsbereit waren in der DDR etwa 60 Geräte, allesamt in Berlin. Nach der Begrüßung durch Ansagerin Margit Schaumäker folgten Grußworte der Fernsehintendanz und schließlich die Aktuelle Kamera (AK) mit Sprecher Herbert Köfer. Die AK als älteste deutsche Fernseh-Nachrichtensendung existierte bis zum 14. Dezember 1990. Anfangs war das Fernsehen noch kein Massenmedium und aus diesem Grund nicht sehr aktuell. Bald wurden die Tagesschau und auch die AK wegen ihrer Aktualität beliebter und wirksamer als die Wochenschauen in den Kinos. Zwar sorgte die DEFA-Wochenschau Der Augenzeuge noch für objektive Information. Dies trifft auch für die Ereignisse am 17. Juni 1953, dem Tag des Arbeiteraufstands in der DDR, und die nachfolgenden Tage zu. Darauf wurde Intendant Zilles entlassen. Ihm folgte im Sommer 1954 Heinz Adameck, der bis zur Wende diese Position besetzte.
Um mehr Zuschauer zu erreichen, wurde das Sendernetz rasch ausgebaut. 1953 Berlin-Grünau (in den Müggelbergen), Dresden, 1955 Berlin-Mitte, Brocken, Inselsberg, Helpterberg, Marlow, Katzenstein bei Karl-Marx-Stadt (heute Chemnitz) und 1956 Berlin-Köpenick, wobei Brocken und Inselsberg auch weit nach Westdeutschland strahlten. Technik und Fernsehstudios wurden ebenfalls zügig erweitert. Im Sommer 1953 wurde das Studio I auf dem Gelände von Berlin-Adlershof eröffnet. 1955 gab es zwei Übertragungswagen von der englischen Firma PYE und ein drittes Sendestudio.

### 1956–1972: vom DFF zum DDR-Fernsehen

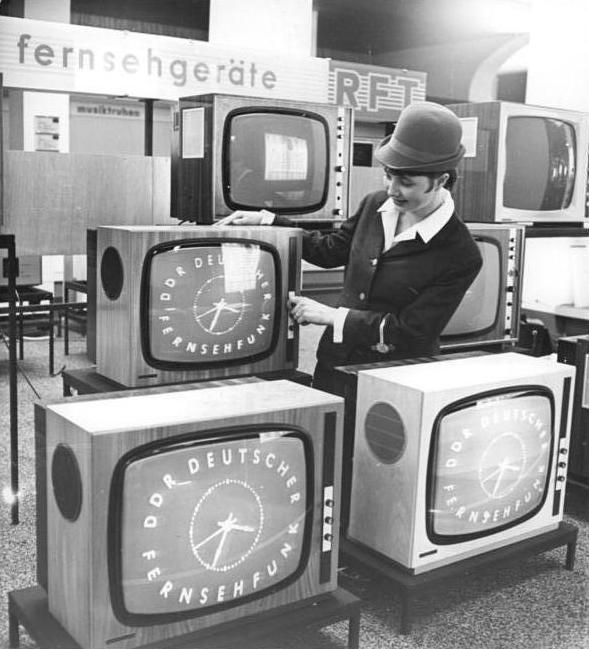
Senderlogo 1968: DDR Deutscher Fernsehfunk

Sendestunden pro Jahr

Am 2. Januar 1956 endete das offizielle Versuchsprogramm des Fernsehzentrums Berlin und am 3. Januar begann der Deutsche Fernsehfunk (DFF) sein Programm. Der Sender hieß politisch gewollt zunächst nicht Fernsehen der DDR. Der DFF wollte Fernsehen für ganz Deutschland sein. Trotz grenznaher Sender war es dem DFF aber physikalisch nicht möglich, die ganze Bundesrepublik zu versorgen, während die ARD später mit Ausnahme des Elbtalkessels, des sogenannten „Tals der Ahnungslosen“, und des Nordostens (u. a. Stralsund, Greifswald) die ganze DDR erreichte.
Ende 1958 waren über 300.000 Fernsehgeräte in der DDR angemeldet. Ab dem 7. Oktober 1958 wurde das Vormittagsprogramm eingeführt, als Programmwiederholung für Spätarbeiter. Einen Tag später folgte erstmals ein Abendgruß. Der Abendgruß vom Fernsehfunk wurde, ab 22. November 1959 im Rahmen der Sendung Unser Sandmännchen, zum Exportschlager und hat auch die Abwicklung des Senders 1991 überstanden. Heute ist der Name Fernsehfunk im Sandmann-Lied allerdings nicht mehr zu hören, da die betreffende zweite Strophe weggefallen ist.
Am 3. Oktober 1969 ging das 2. Programm des Deutschen Fernsehfunks DFF 2 aus Anlass des bevorstehenden 20. Jahrestages der Gründung der DDR als Farbprogramm erstmals auf Sendung. Damit begann beim Deutschen Fernsehfunk das Farbfernsehzeitalter. Walter Ulbricht eröffnete das Programm mit den Worten „Das zweite Fernsehprogramm ist eröffnet“.
Durch das hinzugekommene zweite Programm nahm auch die Anzahl der produzierten Sendestunden zu. Gesendet wurde im Farbübertragungssystem SECAM III b, abweichend vom westdeutschen PAL-System (SECAM wurde und wird in einigen Ländern Osteuropas und Frankreich angewendet). Man verwendete jedoch den Bild-/Tonträgerabstand nach CCIR (5,5 MHz), sodass Zuschauer aus dem jeweils anderen Teil Deutschlands den Ton empfangen konnten, jedoch nur ein Schwarzweißbild (Fernseher mit beiden Farbsystemen wurden erst in den 1970er Jahren produziert). Der in Osteuropa übliche Tonträgerabstand war 6,5 MHz nach OIRT – somit war das System der DDR weder mit dem Westen noch mit dem Osten kompatibel. Findige Techniker fanden jedoch bald Möglichkeiten, die DDR-Geräte (erstes DDR-Farbfernsehgerät und erster volltransistorisierter Farbfernseher Europas war der Color 20 später folgten Rubin und Raduga aus der UdSSR) durch Einbau von PAL-Decodern bzw. PAL/SECAM-Kombidecodern aufzurüsten. Die Module stammten aus Bastlerhänden oder später auch aus DDR-Produktion, denn hier wurden inzwischen Farbfernseher für den bundesdeutschen Markt produziert. Erst viel später (Chromat 1060, ca. 1978) wurden in der DDR auch Geräte verkauft, die sowohl SECAM als auch PAL empfangen konnten. Übertragen wurden die Farbsendungen zunächst nur auf DFF 2. Einige Jahre später wurde auch das Hauptprogramm für Farbsendungen nachgerüstet.
| Jahr                          | 1955 | 1960 | 1965 | 1970  | 1975  | 1980  | 1985  | 1988  | 1989  |
| Sendestunden/Jahr             | 786  | 3007 | 3774 | 6.028 | 6.851 | 7.704 | 8.265 | 9.194 | 8.900 |
| Durchschn. Sendestunden/Woche | 15   | 58   | 73   | 116   | 132   | 148   | 159   | 177   | 171   |

### 1972–1990: Fernsehen der DDR

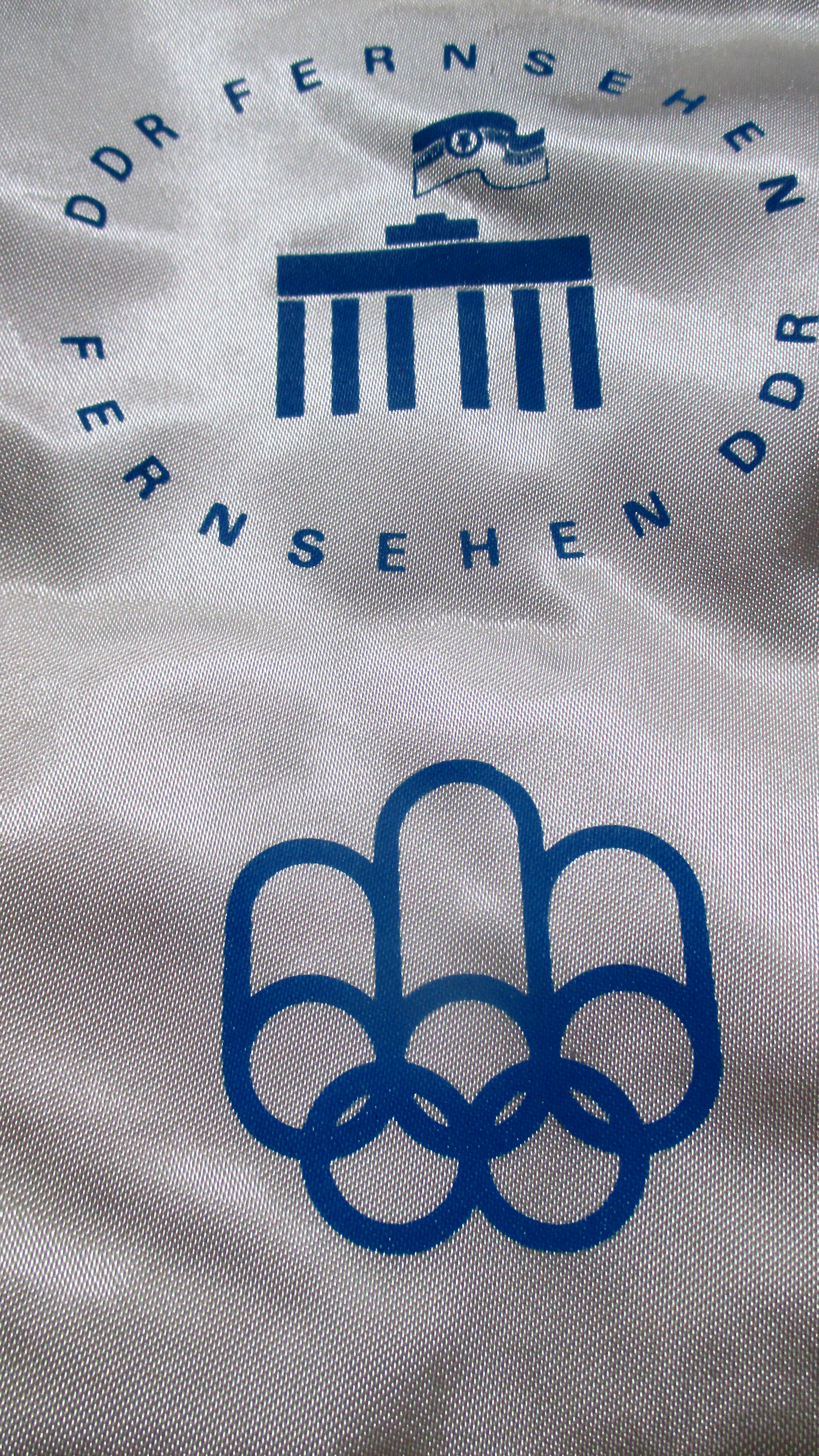
Wimpel des Fernsehens der DDR zu den Olympischen Spielen in Montreal (17. Juli – 1. August 1976)

Nachdem die Sozialistische Einheitspartei Deutschlands (SED) seit ihrem VIII. Parteitag im Juni 1971 die Abgrenzungspolitik der DDR zur Bundesrepublik verschärft hatte, ließ sie Institutionen, die den Zusatz „deutsch“ im Namen trugen, umbenennen, umstrukturieren oder auflösen. Die Änderungen betrafen im Dezember 1972 auch den Deutschen Fernsehfunk: Er wurde in „Fernsehen der DDR“ umbenannt. Der alte Name erschien lediglich in Abspannen, bei Zitaten und in der Fernsehserie Unser Sandmännchen als „Abendgruß vom Fernsehfunk“.
Als erste Farbregie war 1969 die sogenannte Hauptregie II mit Marconi-Kameras und einem SECAM-Mischer von Thomson in Betrieb gegangen. Die Regien II und III im Produktionskomplex S4 wurden von der Bildmesstechnik von SW auf Farbe umgerüstet und enthielten einen Ein-Ebenen-SECAM-Mischer, mit dem man weich oder mit Tricks auf- und überblenden sowie Schriften austasten konnte. 1975/1976 ging die neue Regie 5 der Aktuellen Kamera im neugebauten Komplex S5a mit einem Mehrebenen-SECAM-Mischer in Betrieb. Dieser war ein Vorgriff auf den späteren RFZ-Mischer und war von der Bildmesstechnik unter Verwendung verschiedener Komponenten zusammen mit dem Rundfunk- und Fernsehtechnischen Zentralamt (RFZ) entwickelt worden.
Mitte der 1970er Jahre wurden die Studios A bis F im Komplex S1 (heute Studio Berlin) in Betrieb genommen, hatten jedoch zunächst keine eigene Bildregien. Erst im Laufe der Jahre 1977 bis 1980 wurde zunehmend Videotechnik eingebaut. Zum Einsatz kamen Mehrebenen-SECAM-Mischer des RFZ Berlin sowie sowjetische Kameratechnik, zunächst die Kameras KT-116 und später die KT-132. Das Konzept sah für jeweils zwei Studios eine gemeinsame Regie vor, weil man davon ausging, dass in einem Studio produziert wird, während im Nachbarstudio die nächste Produktion vorbereitet wird. Bald zeigte sich jedoch, dass diese Vorbereitungen viel kürzere Zeit in Anspruch nahmen, als angenommen. So bestand von Anfang an in S1 ein Engpass an Regiekapazität, der nur durch die Produktion mittels Ü-Wagen ausgeglichen werden konnte. Deshalb wurden und werden die Studios bis heute teilweise mit Ü-Wagen bespielt. Weil es zu DDR-Zeiten sowohl SECAM- wie auch PAL-Ü-Wagen gab, wurde dort sowohl in PAL wie auch in SECAM produziert und aufgezeichnet.
Das Gerücht, das DDR-Fernsehen habe seinerzeit aus politischen Gründen geplant, die Olympischen Spiele in Moskau in PAL zu übertragen und hätte deshalb zuvor PAL-Testsendungen ausgestrahlt, entbehrt jeder Grundlage. Einerseits war das Adlershofer Fernsehen zu jener Zeit materiell nicht in der Lage, um PAL zu senden, denn Mischer und Infrastruktur waren durchgängig in SECAM-Technik ausgeführt. Transcoder standen ebenfalls nicht in ausreichendem Maße zur Verfügung. Andererseits gab es zu dieser Zeit keine flächendeckende Ausstattung mit Mehrnormen-Farbfernsehgeräten, so dass PAL-Ausstrahlungen der Sportsendungen ein Affront für die DDR-Bevölkerung gewesen wären.
Die Regien 2 bis 4 im Neubau S4a hatten zur Inbetriebnahme Anfang der 1980er Jahre Mehrebenen-SECAM-Mischer des RFZ Berlin. Später erhielten die Regie 3 und die Regie 4 Komponentenmischer von Grass Valley (GVG-300 und GVG-110). Zu diesem Zeitpunkt wurden auch die Regie 5 und die HR II auf Komponentenmischer umgebaut (Letztere beherbergte schließlich Elf 99). Hierbei kamen modifizierte RFZ-Mischer im Zusammenspiel mit Komponentenkreuzschienen von Probel zum Einsatz. Um 1989/1990 waren die Regien 3, 4, 5 und HR II auf analoge Komponententechnik umgebaut, was den späteren Umstieg von SECAM auf PAL „über Nacht“ durch Austausch der Coder ermöglichte.
Neben Sony-Technik und Technik der Darmstädter Fernseh GmbH, die später mehrfach neu firmierte und ihren Namen wechselte (Bosch, BTS, Philips, Thomson, heute Grass Valley,) kam Fernsehtechnik vieler anderer Hersteller zum Einsatz, wie Marconi, Philips, Probel, Aston, dem RFZ und von RFT, sowie auch Kameras, Monitore und Ü-Wagen aus der UdSSR.

### 1989–1990: die Wendezeit
Die politische Wende in der DDR im Jahre 1989 bedeutete auch für die Medien eine stärkere Lösung von der Staatsmacht. In den politischen Sendungen konnte zunehmend freier berichtet werden und zahlreiche neue Programme gingen auf Sendung.
Als die Sendeanstalt noch unter der Kontrolle der Staatsmacht stand, ging am 1. September 1989 die Jugendsendung Elf 99 (in Anlehnung an die damalige Postleitzahl des Senders in 1199 Berlin-Adlershof) auf Sendung. Die SED wollte damit mehr junge Zuschauerschaft an die DDR-Programme binden, die sich an den Westmedien orientierten.

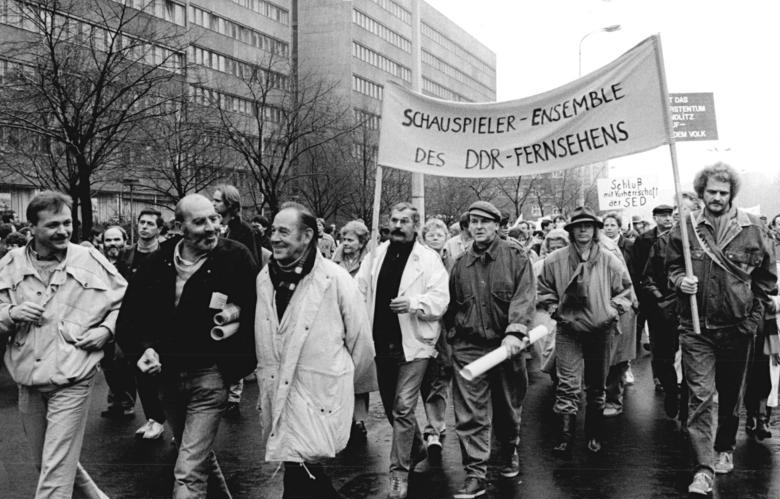
Teilnehmende Schauspieler des Fernsehens der DDR zu Beginn der Demonstration in der Karl-Liebknecht-Straße, darunter Herbert Köfer (1. R., 3.v.l.)

Wurden anfangs die Massenflucht und Proteste kaum in den politischen Sendungen erwähnt, änderte sich das Ende Oktober 1989 schlagartig. Am 18. Oktober 1989 traten Erich Honecker und andere Mitglieder des Macht ausübenden Politbüros des Zentralkomitees der SED zurück. Unmittelbar danach reformierten Rundfunk und Fernsehen ihre Programme. Am 30. Oktober 1989 wurde die Propagandasendung Der schwarze Kanal eingestellt. Von nun an sollte Klartext gesprochen werden. Die Mitarbeiter dieser neuen Magazinsendung hatten die Absetzung des Schwarzen Kanals und von Karl-Eduard von Schnitzler erzwungen.
Am 4. November 1989 gehörten Mitarbeiter und Schauspieler des Fernsehens der DDR zu Organisatoren und Teilnehmern der Alexanderplatz-Demonstration in Ost-Berlin. Für das einmalige Ereignis in der Geschichte der DDR, auf der nach Angaben der Veranstalter eine Million Menschen grundlegende Veränderungen forderten, fungierte der Verband der Film- und Fernsehschaffenden, das Komitee für Unterhaltungskunst und andere Künstlerverbände als offizielle Veranstalter.
Im Zuge der politischen Veränderungen wurden einige neue Sendungen entwickelt, darunter die kontroverse Gesprächssendung Donnerstag-Gespräch mit Zuschauerbeteiligung per Telefon, die am 19. Oktober 1989 Premiere hatte. Anfangs fand dies unter der Beobachtung des Ministerium für Staatssicherheit im Studio statt. Die neue Ausgabe AK Zwo der Nachrichtensendung Aktuelle Kamera begann am 30. Oktober 1989 mit der Ausstrahlung. Wenig später nach dem Mauerfall am 9. November 1989 übernahm der Westsender 3sat die Sendung.
Im Februar 1990 erklärte ein Medienbeschluss der Volkskammer das Fernsehen der DDR zu einer politisch unabhängigen, öffentlich-rechtlichen Sendeanstalt. Das DDR-Mediengesetz vom September 1990 bestätigte diesen Status.

Logo von DFF 2 von 12. März 1990 bis 15. Dezember 1990

Am 12. März 1990 wurde aus den Programmen Fernsehen der DDR 1 und 2 (mit jeweiligem, zeitweisen Corner-Logo "DDR1" und "DDR2") wieder DFF 1 und DFF 2.
Mitte 1990 zeichnete sich ab, dass die 1952 aufgelösten Länder wieder eingeführt würden, und Fernsehen und Rundfunk gestalteten die Berichterstattung zunehmend regionaler. Diese wurden in den existierenden Studios produziert. Für Thüringen wurde ein neues in Gera eingerichtet. Die Sendung für das Land Brandenburg entstand in Berlin-Adlershof. Regionale Korrespondentenbüros entstanden in Erfurt, Potsdam, Schwerin, Leipzig, Magdeburg und Cottbus. Die Studios waren weder rechtlich noch finanziell eigenständig. Am 13. August 1990 begann der DFF mit der Ausstrahlung täglicher Landesprogramme. Zunächst sendete jede Landessendung an einem Tag in der Woche, später täglich mit Hilfe einer Auseinanderschaltung.

### 1990–1991: die Abschaltung

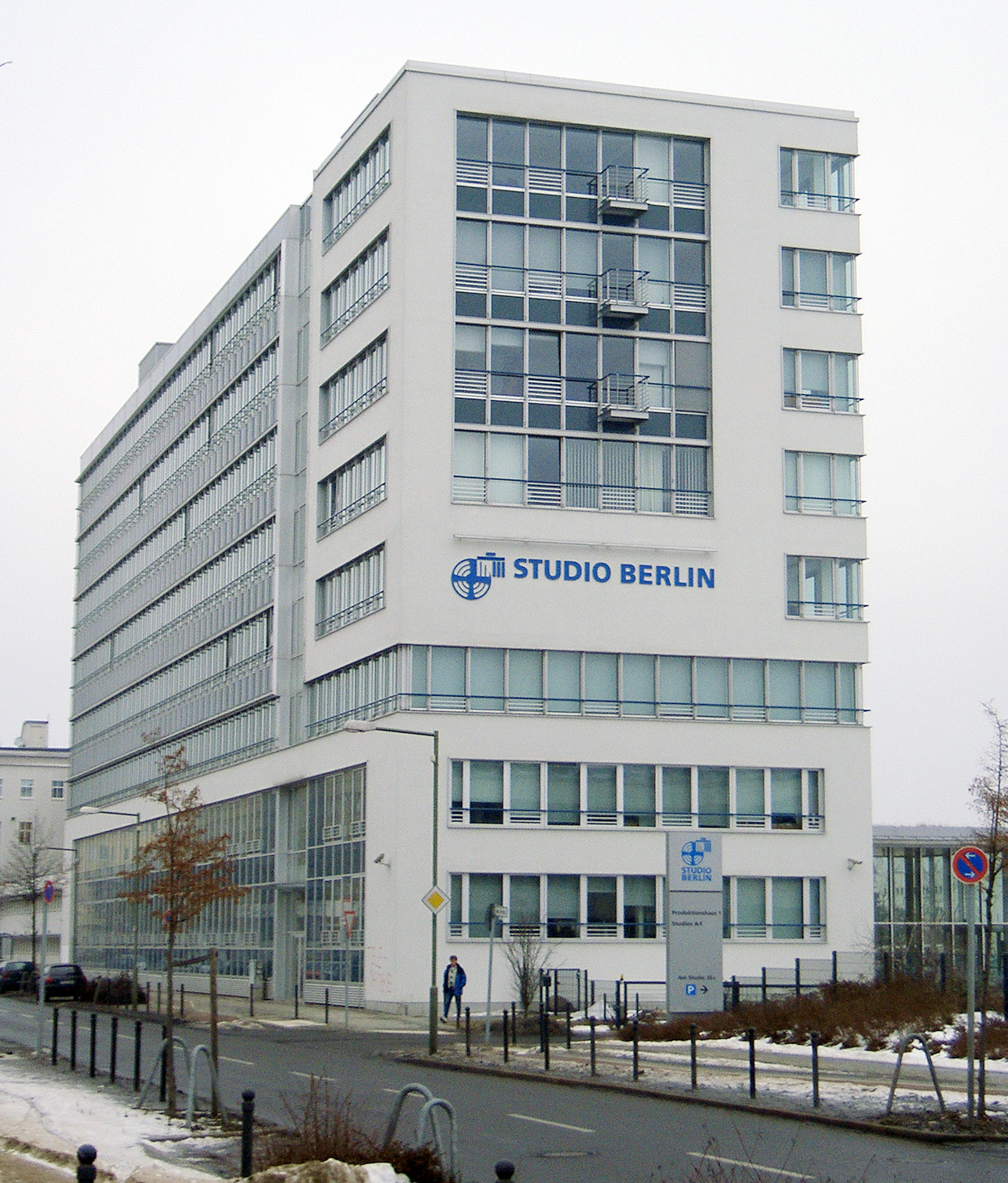
Ehemaliges Verwaltungsgebäude H1A des DFF,
heute modernisiert: Studio Berlin

Mit der Deutschen Wiedervereinigung am 3. Oktober 1990 verlor der DFF seine öffentlich-rechtliche Eigenständigkeit wieder und wurde zusammen mit dem Rundfunk der DDR und der Sende- und Studiotechnik der Deutschen Post als so genannte staatsunabhängige, rechtsfähige Einrichtung nach Art. 36 Einigungsvertrag weitergeführt. Der Artikel 36 des Einigungsvertrages legt dabei außerdem fest, dass die Einrichtung mit sämtlichem Programmmaterial, Liegenschaften, Mitarbeitern und sonstigem Eigentum bis spätestens 31. Dezember 1991 aufgelöst sein muss. Die Volkskammer der DDR hatte vor der Wiedervereinigung keinen eigenen Rundfunkbeauftragten bestimmt. So wurde Rudolf Mühlfenzl (CSU) als Rundfunkbeauftragter bestimmt, der die Leitung und Abwicklung übernahm.
Die erste Stufe der Abschaltung erfolgte am 15. Dezember 1990 um 19:58 Uhr. Das Erste Deutsche Fernsehen übernahm die Senderkette des bisherigen DFF 1. Die Sendeleistung der früheren grenznahen Sender Brocken (Kanal 6) und Inselsberg (Kanal 5) wurde später verringert. Der DFF nutzte von nun an die reichweitenschwächere UHF-Senderkette von DFF 2 zur Verbreitung der DFF Länderkette. Gleichzeitig wurde in der Nacht vom 14. auf den 15. Dezember die ostdeutsche Farbfernsehnorm von SECAM auf PAL umgestellt. Für die Farbwiedergabe auf älteren SECAM-Fernsehempfängern wurde damit ein PAL-Dekoder notwendig.
Zur damaligen Zeit wurde das gemeinsame Fernsehprogramm der ARD-Anstalten im Ersten zwischen 17:25 Uhr und 20:00 Uhr regional auseinander geschaltet und von den jeweils zuständigen Anstalten mit regionalen Informationsprogrammen und Fernsehserien bespielt. Da in den neuen Ländern noch keine ARD-Anstalten existierten, sendeten die regionalen Landessender der Einrichtung auf den ehemaligen Kanälen von DFF 1 regionale Sendungen.
Mit der zweiten Stufe der Abschaltung wurde der Sendebetrieb des Deutschen Fernsehfunks am 31. Dezember 1991 um Mitternacht eingestellt. In einer Ansprache des Rundfunkbeauftragten Rudolf Mühlfenzl zur ab 0 Uhr gültigen Rundfunkordnung in Ost-Deutschland, die um 19:50 Uhr am Silvesterabend 1991 in der DFF Länderkette ausgestrahlt wurde, erläuterte Mühlfenzl die Abschaltung des DFF.

### Erben

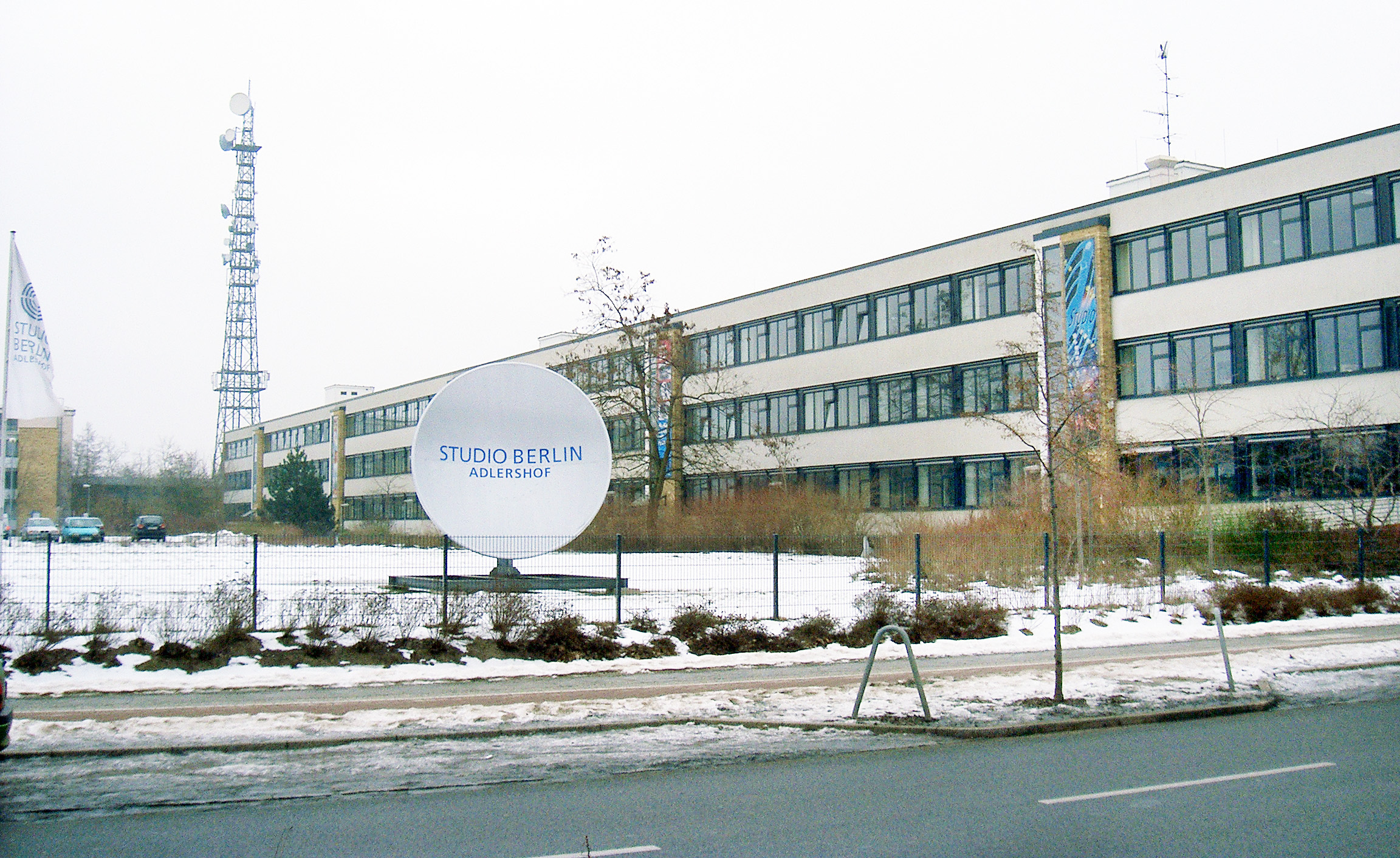
Studios A bis F werden heute von Studio Berlin genutzt.

Die Auflösung der Einrichtung wurde bis zum Ende kontrovers diskutiert. Nicht nur deren Mitarbeiter wünschten sich den Erhalt der Sender, auch viele Zuschauer wollten die Programme nicht missen. Nicht nur Unterhaltungs- und Ratgebersendungen waren beliebt, sondern seit der Wende auch politische Sendungen. Die Idee, Rundfunk und Fernsehen in einer neuen ARD-Anstalt für die ostdeutschen Länder mit der DFF Länderkette als drittes Fernsehprogramm weiterzuführen, wurde von den ostdeutschen Ländern beim Aufbau neuer öffentlich-rechtlicher Rundfunkanstalten nicht aufgegriffen. Stattdessen wurde nach Jahren zentralisierter Medienpolitik eine Dezentralisierung der Medienstandorte umgesetzt.
Sehr früh einigten sich die Länder Sachsen, Sachsen-Anhalt und Thüringen und gründeten am 31. Mai 1991 den Mitteldeutschen Rundfunk (MDR) mit Sitz in Leipzig. Für den Nordosten Deutschlands wurden verschiedene Konstellationen diskutiert, wie die Gründung einer Nordostdeutschen Rundfunkanstalt (NORA) zwischen den Ländern Berlin, Brandenburg und Mecklenburg-Vorpommern oder einer gemeinsamen Anstalt für Berlin und Brandenburg. Es konnte jedoch keine Einigung erzielt werden, sodass Mecklenburg-Vorpommern dem Norddeutschen Rundfunk (NDR) beitrat, der Sender Freies Berlin (SFB) sendete von nun an für das gesamte Berlin, und im Land Brandenburg wurde am 12. Oktober 1991 der Ostdeutsche Rundfunk (ODR) gegründet. Dieser wurde etwa zwei Wochen vor Sendebeginn in Ostdeutscher Rundfunk Brandenburg (ORB) umbenannt. Mit Wirkung vom 1. Mai 2003 fusionierten der ORB und der Sender Freies Berlin (SFB) zum neuen Rundfunk Berlin-Brandenburg (RBB).
Die neuen Anstalten nahmen am 1. Januar 1992, 0 Uhr – unmittelbar nach Sendeschluss des DFF – den Sendebetrieb auf. Eigentlich durfte der DFF keine Sekunde nach Mitternacht weiter senden – doch bis tatsächlich umgeschaltet wurde, vergingen einige Sekunden. Über einige Sender, die nun das Programm des MDR Fernsehens ausstrahlten (u. a. Brocken, Dresden), wurde anschließend minutenlang das Bild des MDR mit dem Ton des ORB und seinem Intendanten Hansjürgen Rosenbauer gesendet.
Vor allem der MDR erfährt heute beim Publikum eine hohe Akzeptanz. Er wird von vielen Zuschauern nicht zuletzt wegen der zahlreichen DFF-Produktionen, die immer wieder gesendet werden, einiger Sendungen aus dem früheren DFF-Programm (zum Beispiel „Außenseiter-Spitzenreiter“) und früherer DFF-Gesichter als Nachfolger angesehen.
Der Besitz wurde teilweise von den neu gegründeten Anstalten übernommen. Es wurde erwogen, das Programmvermögen an die Kirch-Gruppe zu veräußern. Letztlich übernahm jedoch das Deutsche Rundfunkarchiv (DRA) Frankfurt am Main den Bestand, auch nutzbar für private Nutzer. Es richtete in den Räumlichkeiten des Adlershofer Archivs einen zweiten Sitz ein. Inzwischen befindet sich das DFF-Archiv in einem neuen DRA-Gebäude in Potsdam-Babelsberg. Allerdings fehlt der Zeitraum von 1952 bis 1962, da während dieser Zeit so gut wie nichts aufgezeichnet werden konnte. Materialien dieser Zeit konnte das Müncheberg-Archiv in Schöneiche bei Berlin sichern und katalogisieren. Teile des umfangreichen DFF-Fundus sind nun im Adlershofer Requisiten- und Kostümfundus gesichert, der auch den Film Good Bye, Lenin! maßgeblich mit Leihgaben unterstützte.
Ein Teil der ehemals rund 10.000 Mitarbeiter konnte bei den neuen oder westdeutschen Anstalten oder auch beim Privatfunk einen Arbeitsplatz finden.
Viele der Gebäude, auch auf dem benachbarten Johannisthal-Gelände der DEFA, wurden abgerissen. Das ehemalige DFF-Verwaltungsgebäude blieb denkmalgeschützt stehen. Einige Studios und Gebäude wurden im Jahre 1994 von der neu gegründeten Studio-Hamburg-Tochter Studio Berlin übernommen, die dort nun Dienstleistungen für Fernseh- und Filmproduktionen anbietet. Eine wachsende Anzahl kleiner und mittlerer Firmen aus dem Medienbereich sind ebenfalls auf dem Gelände ansässig. Das ehemalige Gelände des DFF gehört nun zusammen mit dem der DEFA Johannisthal und dem der Akademie der Wissenschaften der DDR zum Wissenschafts- und Wirtschaftsstandort Adlershof (WISTA).
Die Aufarbeitung der Programmgeschichte des DFF ist Gegenstand wissenschaftlicher Untersuchungen im Rahmen des Projektes Programmgeschichte des DDR-Fernsehens komparativ, das durch die Deutsche Forschungsgemeinschaft (DFG) gefördert wird.

## Leitung

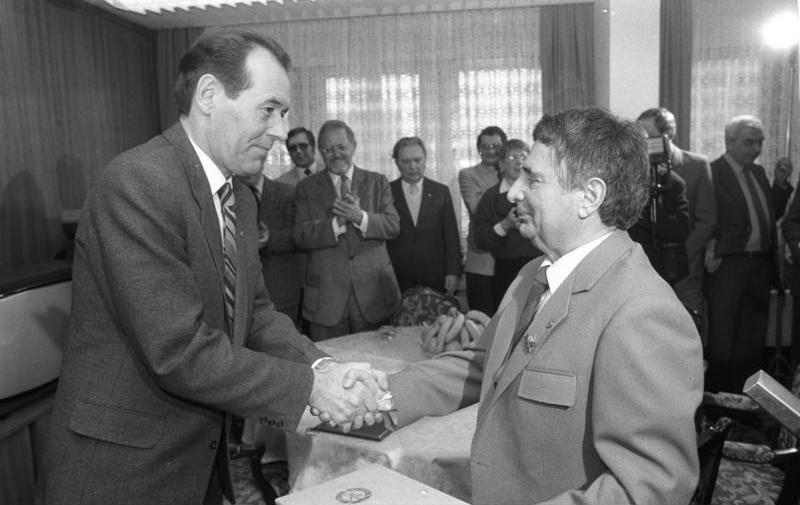
Heinz Adameck (r.) erhält von Joachim Herrmann den Vaterländischen Verdienstorden

Leitungsgremium für Hörfunk und Fernsehen war seit 1952 das Staatliche Rundfunkkomitee. Am 15. September 1968 wurde ein eigenständiges Staatliches Komitee für Fernsehen gebildet. Sein Vorsitzender war von 1968 bis 1989 Heinz Adameck (Mitglied der Agitationskommission im ZK der SED). Die politischen Magazine und Nachrichtensendungen wurden bis Oktober 1989 sehr stark vom jeweiligen SED-ZK-Sekretär für Agitation kontrolliert und direkt beeinflusst; in den letzten Jahren der DDR war dies Joachim Herrmann.
Die Modrow-Regierung berief nach der Wende Hans Bentzien zum Intendanten. Im Juni 1990 wurde der DFF-Kameramann und spätere ARD-Digitalchef Michael Albrecht zum letzten Intendanten erklärt.
Intendanten des DFF
- 1950–1952: Hans Mahle (Generalintendant)
- 1952–1953: Hermann Zilles (Intendant)
- 11/1953–07/1954: Gerhard Probst (Intendant)
- 1954–1989: Heinz Adameck (Intendant)
- 1989–1990: Hans Bentzien (Generalintendant)
- 1990–1991: Michael Albrecht (Intendant)
- 1991: Holm Henning Freier (kommissarischer Intendant von Ende November 1991 bis 31. Dezember 1991 nach dem Wechsel von Michael Albrecht zum ODR/ORB)[15][16]

## Bekannte Sendungen

### Politik
- Aktuelle Kamera – eine Nachrichtensendung
- Der schwarze Kanal – ein Politmagazin – „von und mit Karl-Eduard von Schnitzler“
- Objektiv – ein außenpolitisches Magazin, mit Chefkorrespondent Ulrich Makosch
- Prisma – innenpolitisches Magazin, u. a. mit Gerhard Scheumann, Karl-Heinz Gerstner, Axel Kaspar
- Radar – militärpolitisches Magazin
- Wettlauf mit der Zeit – Magazin über technologischen Wandel in der Industrie
- Treffpunkt Berlin – Journalistenrunde, moderiert von Karl-Eduard von Schnitzler als Gegenstück zum Internationalen Frühschoppen des Westfernsehens

### Regionalsendungen (August 1990 – Dezember 1991)
- Bei uns in Sachsen – für Sachsen
- Landesschau – für Brandenburg (startete als „LSB aktuell“) mit Andrea Kiewel und Michael Illner
- Nordmagazin – für Mecklenburg-Vorpommern
- Tagesbilder – für Sachsen-Anhalt
- Thüringen Journal – für Thüringen

### Magazine
- Aha – Untertitel Das Wissenschaftsmagazin[17] (Montags, 19:00 Uhr)
- Alles was Recht ist – Rechtsratgeber mit Friedrich Wolff bzw. die Vorgängersendung Fragen Sie Prof. Kaul mit Friedrich Karl Kaul
- Berufe im Bild – Magazin zur Berufswahl
- Computerstunde – Ratgebermagazin rund um das Thema Computer
- Das Professorenkollegium tagt – eine Gesprächsrunde mit Professoren unter Leitung von Hans Jacobus
- Das Verkehrsmagazin – ab 1964 „Aus der Welt des Verkehrs“, ab 1968 Verkehrsmagazin, Moderator: Walter Becker (407 Ausgaben bis zum 5. Januar 1984), später Oberstleutnant der VP Rolf-Dieter Saternus
- Der Fernsehkoch empfiehlt – mit Kurt Drummer
- Dorf modern – Landwirtschaftsmagazin
- Du und Dein Garten – mit Erika Krause (1968–2003/ORB)
- Du und Dein Haustier – mit Gudrun Thiele (1981–1991)
- Elternsprechstunde – mit Doris Weikow
- Fahrpause – Verkehrsmagazin
- HAPS (Haushalts Allerlei Praktisch Serviert) – Koch- und Haushaltssendung aus dem Ostseestudio Rostock mit Elke Bendien und Bernd Freitag
- Hobbys, Tips, so wird's gemacht – Einrichtungsmagazin
- Journal für Sie – Ratgeber für Frauen
- Modekiste – mit Monika Unferferth
- Sie und Er und 1000 Fragen – Partnerschaftsratgeber
- Tierparkteletreff – mit Heinrich Dathe und Annemarie Brodhagen
- Tip des Fischkochs – mit Rudolf Kroboth (1960–1970), später mit Rainer Kroboth (Sohn von Rudolf Kroboth, bis 1972)
- Treffpunkt Kino – Kinofilmvorschau
- Umschau – Neues aus Wissenschaft und Technik ab 18. Mai 1961, ältestes regelmäßig ausgestrahlte Magazin im deutschen Fernsehen (jetzt auf mdr)
- Verkehrskompaß – Äquivalent zu Der 7. Sinn
- Visite – Gesundheitsmagazin mit Rudolf Arndt aus dem Ostseestudio Rostock, jetzt auf NDR Fernsehen aus Hamburg
- Vom Scheitel bis zur Sohle – Magazin für Nähen, Stricken, Stopfen
- Von Pädagogen – für Pädagogen – Ratgebermagazin für schulische Konfliktfälle

### Unterhaltung

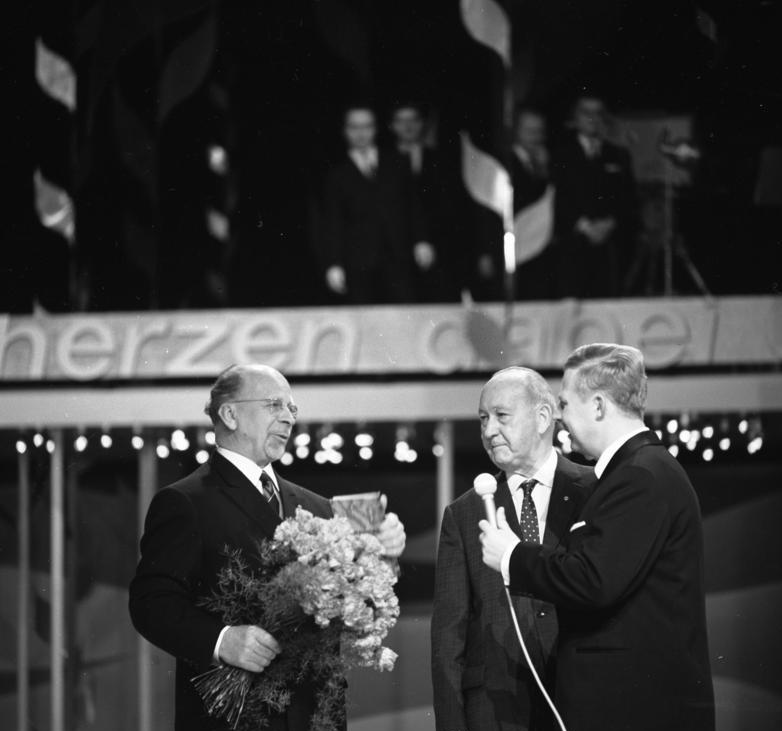
Walter Ulbricht in der Show Mit dem Herzen dabei 1966

- Achims Hitparade – Volkstümliches, mit Achim Mentzel
- Alles singt – Musiksendung mit verschiedenen Chören, moderiert von Hans-Georg Ponesky und Juergen Schulz
- Auf eine runde halbe Stunde – Talkshowartige Porträt-Sendung mit Juergen Schulz
- Auf Schusters Rappen mit Gerhard Neef
- Außenseiter-Spitzenreiter – Kuriositäten, mit Hans-Joachim Wolfram
- Berlin Original – monatliches Unterhaltungsmagazin am Sonntag Nachmittag. Eine Stunde lang redeten Menschen im Studio über Aktuelles aus Berlin, zwischendurch traten Musiker auf. Moderatoren waren Sergio Günther, Jochen Petersdorf und Regine Liebsch.
- Bong – nationale Hitparade, mit Jürgen Karney
- Burgparty – Unterhaltungssendung des Studios Halle, mit Armin Mueller-Stahl, u. a. mit dem einzigen Auftritt von Roy Black in der DDR
- Da lacht der Bär – die erste Unterhaltungsshow in der DDR
- Da liegt Musike drin – Musiksendung, mit Kammersänger Reiner Süß
- Das ist Musik für Sie – Fernsehshow präsentiert von Petra Kusch-Lück
- Das blaue Fenster – Fernsehgeschichte und Geschichten, mit Herbert Köfer
- Der Staatsanwalt hat das Wort – Sendereihe mit Staatsanwalt Peter Przybylski
- Der Wunschbriefkasten – mit den Moderatorenpaaren Gerd E. Schäfer/Uta Schorn und bis Ende der 1970er Jahre Heinz Rennhack ab Anfang der 1980er Jahre dann Lutz Jahoda/Heidi Weigelt
- Die goldene Note – Fernsehshow
- Ehe-Ring frei! – Samstagabendshow für unverheiratete Paare
- Ein Bums wirkt manchmal Wunder – Fernsehshow von 1975 bis 1983
- Ein Haus voll Musik – Fernsehshow, in der Wünsche von Bewohnern eines Hauses irgendwo in der DDR gesammelt und erfüllt wurden
- Ein Kessel Buntes – zweimonatliche Unterhaltungsshow mit wechselnden Moderatoren, die aus den unterschiedlichsten Feldern des öffentlichen Lebens oder der Unterhaltung kamen
- Einmal im Jahr – die Schlager des Jahres, präsentiert von Chris Wallasch
- Ferienheim Bergkristall – sechsteilige Lustspielreihe, die von 1983 bis 1987 zu Silvester ausgestrahlt wurde. Der letzte Teil wurde krankheitsbedingt nach einem Jahr Pause zu Silvester 1989 ausgestrahlt.
- Fernsehtheater Moritzburg – sozialistisches Volkstheater mit knapp 270 Produktionen (vom Schwank bis zum Boulevardstück) zwischen 1965 und 1991.
- Glück muß man haben – mit Wolfgang Lippert
- Herzklopfen kostenlos – Talenteshow, mit „Heinz der Quermann“
- Heute abend Nr. 1 – verschiedene DDR-Stars bekamen hier 90 Minuten die Chance für ihre eigene Show mit vielen Gästen

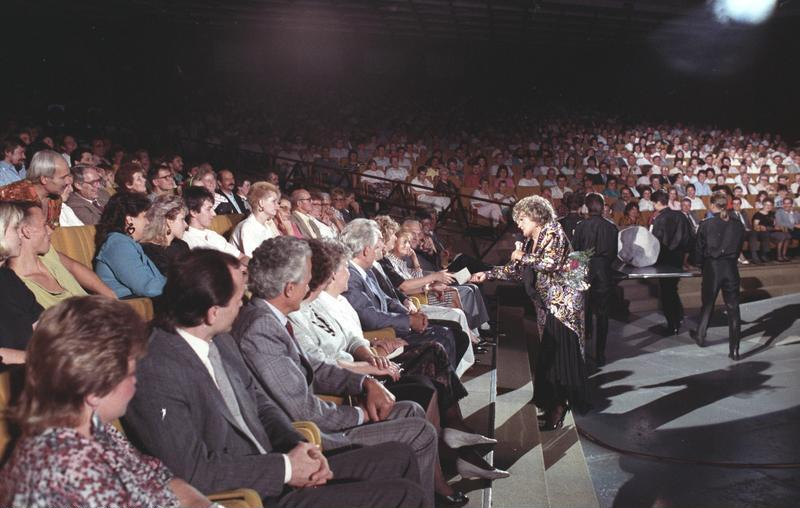
Helga Hahnemann im Kessel Buntes 1989

- Im Bilde – Fernsehmagazin für Hörgeschädigte
- Im Krug zum Grünen Kranze – Volks- und Schlagermusiksendung, mit Maria Meltke, Wolfgang Gneuß
- Kinomusik – mit Dagmar Frederic
- Klock 8, achtern Strom (Hafenbar) – maritime Unterhaltungssendung aus dem Ostseestudio Rostock, mit Rica Déus und Horst Köbbert. Regie: Manfred Spitz
- Klönsnack – Talk-Show des Ostseestudios Rostock aus Warnemünde, Regie: Helga Brenner
- Lieder, Land und Leute – mit Barbara Kellerbauer
- Maxe Baumann – siebenteilige Lustspielreihe, die von 1976 bis 1982 zu Silvester ausgestrahlt wurde. Darüber hinaus gab es ein Special zum 1. Mai 1987.
- Menschen und Meer – vom Ostseestudio Rostock als Intervisions-Sendung produziertes Internationales Liederfestival. Regie: Manfred Spitz. Moderation: Horst Köbbert
- Mit Lutz und Liebe – amüsant gestaltete 45-Minutenmärchen, musikalisch begleitet, Gastgeber Lutz Jahoda
- Musik, die ihnen Freude bringt – bunte Show mit den Gastgebern Dagmar Frederic und Petr Altmann
- Musikanten sind da – internationale Volksmusikshow präsentiert vom Schlagerduo Hauff/Henkler
- Musik und Snacks vorm Hafen – maritime Unterhaltungssendung des Ostseestudios Rostock. Moderatoren: Horst Köbbert, Hans-Jörg Goldhofer, Kapitän Gerd Peters. Regie: Helga Brenner, Heinrich Westphal, Roland Jeschke
- Nacht der Prominenten – Fernsehstars in der Zirkusmanege (jeweils 2. Weihnachtsfeiertag)
- Oberhofer Bauernmarkt – Volksmusiksendung mit Rosemarie Ambé und Fred Schmidt
- Porträt per Telefon – Talkshow mit Fragen vom Publikum, moderiert von Heinz Florian Oertel
- Programm von nebenan – Unterhaltungssendung mit Beiträgen ausländischer Fernsehstationen
- Rumpelkammer – Ausschnitte aus alten Filmen, mit Willi Schwabe
- rund – politisch gefärbte Unterhaltungs- und Musikshow der Jugendorganisation FDJ u. a. mit Bodo Freudl
- Schätzen Sie mal – Rateshow – mit Lutz Hoff
- Schlager einer kleinen Stadt – mit Heinz Florian Oertel
- Schlagerstudio – mit Chris Wallasch
- Schlagerwettbewerb
- Showkolade – Unterhaltungssendung, moderiert von Gunther Emmerlich, mit regelmäßigen Auftritten des Kabarettisten und Schauspielers Wolfgang Stumph
- Sind Sie sicher? – Ein Spiel um gutes Wissen, moderiert von Karl Gass
- SpielSpaß – Spielshow mit Hans-Georg Ponesky
- Spiel mir eine alte Melodie – Fernsehshow mit internationalen Stars, moderiert von Lutz Jahoda
- Sprungbrett – mit Hartmut Schulze-Gerlach
- Tele-BZ – satirische Fernsehshow
- Tele-Lotto 5 aus 35
- TEMPO – Silvesterabend-Unterhaltungsshow zum Jahreswechsel
- Treff mit O. F. – vom Studio Dresden produzierte erste DDR-Talkshow mit Gastgeber O. F. Weidling
- Wennschon, dennschon – moderiert von Hans-Joachim Wolfram
- Wünsch Dir was – mit Irmgard Düren, abgelöst Anfang der 1970er Jahre durch die Sendung Der Wunschbriefkasten
- Zwischen Frühstück und Gänsebraten – Show am ersten Weihnachtsfeiertag, mit Heinz Quermann und Margot Ebert

### Sportsendungen
- Fußballpanorama
- Halbzeit (immer mittwochs)

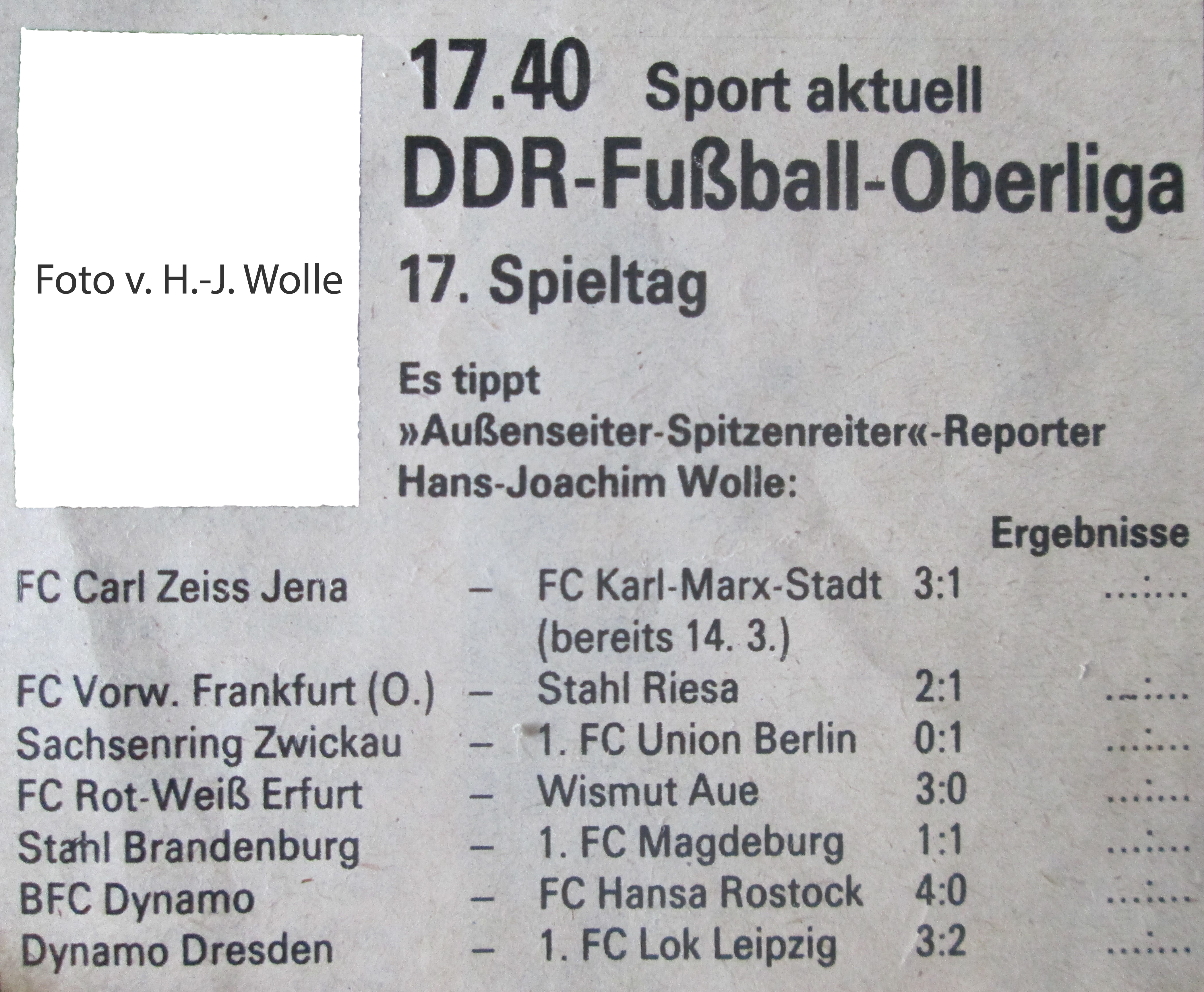
FF dabei; Nr. 11; Programmwoche vom 10. bis 16. März 1986; Programmvorschau für Samstag, den 15. März 1986; 1. Programm; S. 28

- Medizin nach Noten (Aerobic-Vorläufer)
- Sport aktuell
- Sport am Abend
- Sport am Mittwoch (2. Programm)
- Sport am Sonntag
- Sport-Arena
- Sportreporter
- Sport vom Vorabend[18]

### Kinder- und Jugendsendungen

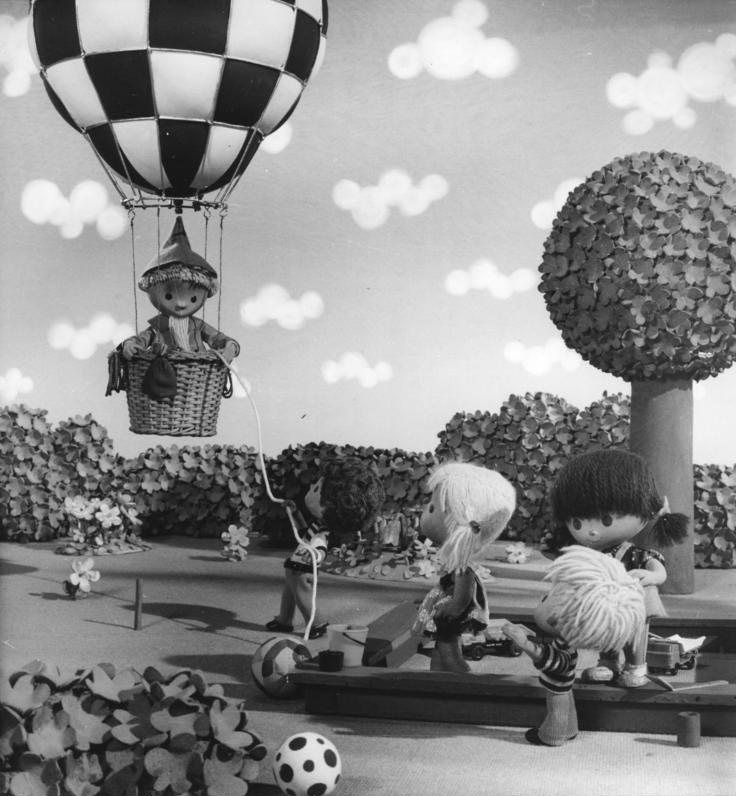
Das Sandmännchen landet, 1984

- 1-2-3 Allerlei – mit dem Schnellzeichner Tom (Thomas Schmitt) und dem Hamster Pauline.
- Alles Trick – Trickfilme
- Brummkreisel – Kindersendung mit Achim und „Kunibert Männchen“
- Clown Ferdinand – Pantomime-Geschichten
- Spielhaus – Puppenspiel-Serie mit Knollo, Defifé, Laribum und anderen Figuren
- Dingsbums – Magazin für Jungpioniere
- Dranbleiben! – Fernsehmagazin für Zwölf- bis Vierzehnjährige
- Elf 99 – eine zeitgemäße Jugendsendung
- Ellentie – mit Ellen Tiedtke (1983–1991)
- Flax und Krümel – (1955–1970)
- Flimmerstunde – (1980 bis heute beim RBB), vorher Bei Professor Flimmrich (1959–1980)
- Gix Gax – Kinderspielshow
- Guckkasten für kleine Leute
- He, Du! – Auf der Treppe um die Wette – quizähnliche Sendung u. a. mit Wolfgang Lippert
- Hoppla – mit Wolfgang Hosfeld
- Kreise und Quadrate – anspruchsvolleres Quiz nach dem Tic-Tac-Toe-Prinzip
- Mit Jan und Tini auf Reisen – zwei kinderartige Puppen erkunden den Alltag der DDR
- Kunterbunt – mit dem als „Zauberpeter“ bekannten Magier Peter Kersten
- Liederkarusell
- Mach mit, mach’s nach, mach’s besser – Kindersportsendung mit Adi
- Man(n)ometer – mit Peter Thomsen (Regie: Voss/Werner) von 1986 bis 1990
- mobil – Sendung der Pionierorganisation, moderiert von Andreas Brückner, heute Moderator und Redakteur bei „MDR Aktuell“ und „Umschau“
- Pfiff – eine Vorschausendung für Kindersendungen (1976 bis 1990), die Samstagnachmittag im Anschluss an die Flimmerstunde gesendet wurde und die Höhepunkte für die kommende Woche in Sendungsausschnitten zeigt. Am Ende gab es einen Abspann in Schrift von Sendungen von Montag bis Sonnabend. Moderiert wurde die Sendung u. a. von Frank Schenk
- schau – Sendung, in der zwei Schulklassen in verschiedenen Spielen gegeneinander antraten
- Sei dabei! – Jugendmagazin
- top fit – Sportmagazin für Kinder
- Unser Sandmännchen – eine Kindersendung zur „Guten Nacht“ (Start 22. November 1959, heute durch rbb für die ARD verantwortet)
- Wie wär’s …? – Hobbys und Basteltipps, unter anderem moderiert von der Schuldirektorin Vanadis Ulbricht und dem späteren Tagesschau-Sprecher Jens Riewa
- Zu Besuch bei Frau Puppendoktor Pille
- Zu Besuch im Märchenland – lief zu Beginn noch unter dem Titel Meister Nadelöhr erzählt (1955 bis 1975 mit „Meister Nadelöhr“ – gespielt von Eckart Friedrichson, 1978 bis 1989 mit „Fabian“ gespielt von Klaus-Peter Pleßow) mit Schnatterinchen (seit 1953) und Pittiplatsch (seit 1962), Herr Fuchs und Frau Elster (seit 1953); heute vom rbb für die ARD fortgeführt

### Filmreihen Filmgeschichte
- Filmothek: – Filmkunst aus aller Welt, häufig auch Stummfilme, meist ab 22 Uhr im DDR2.
- Schauspielerreihen DDR-Fernsehen am Mittwoch – Star-Retrospektiven jeden Mittwoch ab 19 Uhr im DDR2, lief von September 1979 bis August 1991

### Serien/Reihen

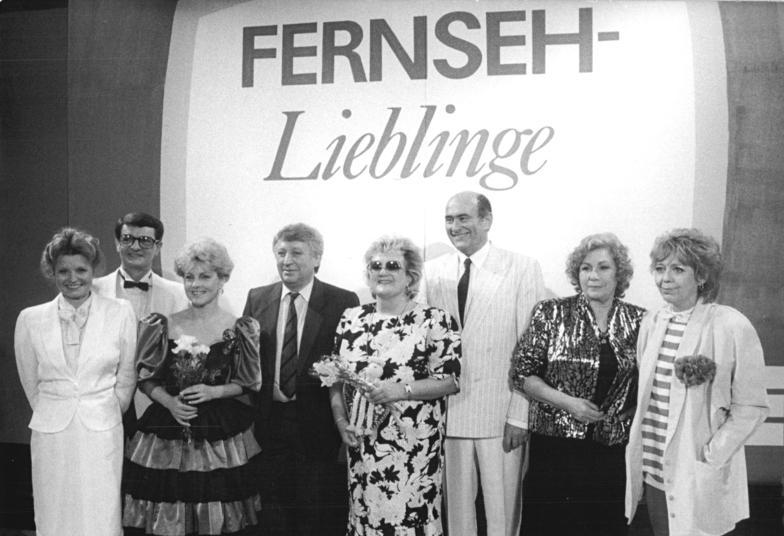
Die DDR-Fernsehlieblinge 1987

Das Fernsehen der DDR hatte für seine zahlreichen Film- und Serienproduktionen einen fest angestellten Schauspielerstamm, dem viele der populärsten DDR-Schauspieler (beispielsweise Herbert Köfer, Walter Plathe, Günter Naumann, Helga Göring, Andreas Schmidt-Schaller, Helga Piur, Renate Geißler, Günter Schubert, Jürgen Zartmann und viele mehr) angehörten.
- Aerolina – Zirkusserie mit Horst Drinda und Helga Piur
- Agentur Herz – Familienserie mit Wolfgang Greese
- Archiv des Todes – 5 Kundschafter mit Spezialausrüstung sollen, im von den Nazis besetzten Polen, ein Geheimarchiv in Besitz nehmen
- Aus dem Tagebuch eines Minderjährigen – Familienserie mit Bernd Siegmundt, Helga Raumer und Jochen Thomas
- Barfuß ins Bett – Familienserie mit Renate Blume-Reed, Jörg Panknin, Gudrun Okras, Manja Greese, Robert Huth, Franziska Peter, Werner Dissel, Karsten Speck u. a.
- Bereitschaft Dr. Federau – eine Rettungsärztin ist Protagonistin (mit Uta Schorn)
- Berühmte Ärzte der Charité – Arztserie
- Blaulicht – Krimireihe
- Das große Abenteuer des Kaspar Schmeck
- Das Mädchen Krümel – Familienserie (1976)
- Das Mädchen Störtebeker – Familienserie (1980)
- Das unsichtbare Visier – Armin Mueller-Stahl als „Ost-Agent“ in „Feindesland“
- Der Leutnant vom Schwanenkietz – hier im Mittelpunkt: ein Abschnittsbevollmächtigter der Volkspolizei
- Der Staatsanwalt hat das Wort – Krimireihe
- Familie Neumann (Fortsetzung unter dem Titel: Neumanns Geschichten) – Fernsehadaption der Hörspielserie Neumann, zweimal klingeln mit Herbert Köfer, Irma Münch und Steffie Spira
- Feuerwache 09 – Feuerwehr Berlin zur Wende – Filmreihe
- Flugstaffel Meinecke – siebenteilige Fernsehserie des Fernsehens der DDR um Agrarflieger der Interflug (1989). Mit Jürgen Zartmann, Günter Schubert u. v. a.
- Fridolin – Hauptfigur ist ein männlicher Erzieher der sich gegen die Männerwelt im Ort nur schwer durchsetzen kann
- Fritze Bollmann will nicht angeln – Familienserie von Christa Mühl mit Dieter Wien
- Front ohne Gnade – Widerstandskämpfer im und nach dem Zweiten Weltkrieg
- Geschichten übern Gartenzaun und Neues übern Gartenzaun – heitere Geschichten aus einer Kleingartenanlage
- Hochhausgeschichten (1981)
- Jockei Monika mit Miroslava Šafránková (1981)
- Johanna – eine Berliner Straßenbahnfahrerin (gespielt von Ute Lubosch) ist Hauptfigur
- Kiezgeschichten
- Märkische Chronik
- Mensch Hermann – Familienserie mit Wolfgang Dehler
- Mit Herz und Robe – Uta Schorn als beherzte Richterin
- Polizeiruf 110 – Krimireihe
- Präriejäger in Mexiko – Abenteuerserie mit Gojko Mitić, Koljo Dontschev u. a.
- Rentner haben niemals Zeit – Herbert Köfer und Helga Göring als Rentnerehepaar, das die Familie zusammen- und am Laufen hält
- Rita von Falkenhain – Familienserie von Peter Hill
- Sachsens Glanz und Preußens Gloria – international beachtete Co-Produktion mit der ČSSR
- Spreewaldfamilie – Familienserie mit Helga Göring und Rudolf Asmus
- Spuk im Hochhaus – Serie des Kinderfernsehens mit Heinz Rennhack und abermals Katja Paryla, indirekte Fortsetzung der Idee von Spuk unterm Riesenrad
- Spuk unterm Riesenrad – Serie des Kinderfernsehens u. a. mit der Theaterschauspielerin Katja Paryla, 3 Figuren der Geisterbahn des Berliner Kulturparks „erwachen zum Leben“
- Spuk von draußen – Serie des Kinderfernsehens mit Hajo Müller, Madeleine Lierck, Wolf-Dieter Lingk, indirekte Fortsetzung der Idee von Spuk untern Riesenrad/Spuk im Hochhaus
- Treffpunkt Flughafen – über die Besatzung eines Flugzeugs der Fluggesellschaft „Interflug“ (u. a. mit Walter Plathe)
- Unser Mann ist König – hier im Mittelpunkt: ein Abgeordneter der Stadtverordnetenversammlung
- Vorsicht! Falke! – Familienserie mit Manfred Möck
- Zahn um Zahn – Die Praktiken des Dr. Wittkugel – sehr populäre, heiter-ironisch angehauchte Episoden um das Team einer Zahnarztpraxis (Hauptrollen: Alfred Struwe und Helga Piur)
- Zur See – Alltag auf einem Schiff der DDR-Handelsmarine (der MS Johann Gottlieb Fichte), diente nach eigener Aussage dem Produzenten Wolfgang Rademann als Anregung für die ZDF-Reihe „Das Traumschiff“

Die Fernsehfilme und Fernsehserien des DDR-Fernsehens wurden auf 35-mm- und 16-mm-Negativmaterial aufgenommen. Nach der Abnahme erfolgte ein Negativschnitt und eine Umkopierung auf Positivmaterial, welches dann für die Ausstrahlung abgetastet wurde. Das Filmmaterial stammte zum großen Teil von ORWO Wolfen, jedoch wurde zu einem bestimmten Anteil auch Kodak-Eastman- und Fuji-Filmmaterial verwendet, da das Negativmaterial aus ORWO Wolfen unempfindlicher und steiler war.
Da es in der DDR kein Kopierwerk gab, das den für Kodak- und Fuji-Material notwendigen ECN-2-Prozess (seit 1974) beherrschte, wurde dieses Material zur Entwicklung nach Ungarn ins Magyar Filmlaboratórium geschickt. Dort erfolgte auch die weitere Nachbearbeitung, sodass Filmkameramänner des DDR-Fernsehens zur Lichtbestimmung nach Budapest reisten.
Eine Umstellung des ORWO-Materials auf den international üblichen ECN-2-Prozess war für 1994 geplant, wurde jedoch durch die deutsche Wiedervereinigung nicht mehr vollzogen.

### Ausländische Serien
Das Fernsehen der DDR zeigte eine Reihe von Serien, die im Ausland produziert wurden, zum Teil auch in deutscher Erstausstrahlung – diese sind mit einem * gekennzeichnet. Darunter waren auch einige Serien, die aus dem sogenannten nichtsozialistischen Ausland stammten. Die Synchronisation erfolgte dabei zum großen Teil durch das Fernsehen der DDR.
| Fernsehserie | Produktionsland          | Genre                       | Erstsendung        |
| --- | ------------------------ | --------------------------- | ------------------ |
| Abenteuer auf dem Meer *                                                                                         | Neuseeland               | Abenteuerserie              | 26. Mai 1984       |
| Die Abenteuer des Dick Turpin *                                                                                  | Vereinigtes Königreich   | Abenteuerserie              | 31. Mai 1980       |
| Die Abenteuer von Tom Sawyer und Huckleberry Finn                                                                | Kanada/ BRD              | Abenteuerserie              | Oktober 1990       |
| Adolars phantastische Abenteuer                                                                                  | Ungarn                   | Zeichentrickserie           | 22. Januar 1977    |
| Agatha Christie’s Poirot *                                                                                       | Vereinigtes Königreich   | Krimiserie                  | 27. März 1990      |
| Das amerikanische Duell *                                                                                        | Ungarn                   | Abenteuerserie              | 1982               |
| Andrea und ihre Freunde *                                                                                        | Rumänien                 | Abenteuerserie              | Juni 1989          |
| Die geheimnisvollen Städte des Goldes *                                                                          | Frankreich/ Japan        | Zeichentrick-Abenteuerserie | 1988               |
| Auf Achse | BRD                      | Abenteuerserie              | 10. Juli 1990      |
| Der Aufbruch der fliegenden Schar *                                                                              | Ungarn                   | Abenteuerserie              | 1982               |
| B. D. greift ein *                                                                                               | Rumänien                 | Krimiserie                  | 1975               |
| Berühmte Räubergeschichten aus aller Welt *                                                                      | Tschechoslowakei         | Abenteuerserie              | 7. Januar 1988     |
| Curro Jiménez – Der andalusische Rebell * (auch: Curro, der andalusische Rebell)                                 | Spanien                  | Abenteuerserie              | 3. November 1981   |
| Daniel Boone *                                                                                                   | Vereinigte Staaten       | Westernserie                | 9. Juli 1971       |
| Detective Sergeant Bulman, Scotland Yard * (auch: Fahndung: Detective Sergeant Bulman, Scotland Yard)            | Vereinigtes Königreich   | Krimiserie                  | 1. Juni 1983       |
| Dirk van Haveskerke – Kampf um Flandern                                                                          | Belgien                  | Abenteuerserie              | 7. Mai 1983        |
| Die Frau hinter dem Ladentisch                                                                                   | Tschechoslowakei         | Dramaserie                  | 24. Februar 1978   |
| Dirty Dancing *                                                                                                  | Vereinigte Staaten       | Jugendserie                 | 1. September 1989  |
| Dusty | Australien               | Abenteuerserie              | 20. Mai 1989       |
| Erotisches zur Nacht *                                                                                           | Frankreich               | Erotikserie                 | 20. Dezember 1986  |
| Es war einmal ein Haus (auch: Hausherren und Mieter)                                                             | Tschechoslowakei         | Dramaserie                  | 11. Februar 1977   |
| Expedition Adam ’84                                                                                              | Tschechoslowakei         | Sci-Fi-Serie                | 18. Juli 1987      |
| Fackeln im Sturm                                                                                                 | Vereinigte Staaten       | Dramaserie                  | 7. September 1990  |
| Fame – Der Weg zum Ruhm                                                                                          | Vereinigte Staaten       | Tanzserie                   | 1. Juni 1990       |
| Familie Merian                                                                                                   | Österreich               | Familienserie               | 18. August 1990    |
| Ferien mit Gespenstern                                                                                           | Polen                    | Kinderserie                 | 1970               |
| Fahndung: Flughafenpolizei Tokio *                                                                               | Japan                    | Krimiserie                  | 18. Mai 1983       |
| Fernfahrer * | Frankreich               | Abenteuerserie              | 25. Juni 1973      |
| Paco der Fernfahrer *                                                                                            | Spanien                  | Abenteuerserie              | 27. September 1980 |
| Floris – Der Mann mit dem Schwert *                                                                              | Niederlande              | Abenteuerserie              | 27. August 1977    |
| Das Geheimnis des Moores *                                                                                       | Belgien                  | Abenteuerserie              | 25. Mai 1985       |
| Die Geister aus Spirit Bay *                                                                                     | Kanada                   | Abenteuerserie              | 18. Februar 1989   |
| Ein Hamster im Nachthemd                                                                                         | Tschechoslowakei         | Abenteuerserie              | 25. Dezember 1989  |
| Hase und Wolf | Sowjetunion              | Zeichentrickserie           |                    |
| Der Hund von Baskerville *                                                                                       | Vereinigtes Königreich   | Krimiserie                  | 12. Januar 1985    |
| Hunters Gold *                                                                                                   | Neuseeland               | Abenteuerserie              | 19. November 1983  |
| Inspektor Morse, Mordkommission Oxford *                                                                         | Vereinigtes Königreich   | Krimiserie                  | 10. August 1989    |
| Jim Bergerac ermittelt *                                                                                         | Vereinigtes Königreich   | Krimiserie                  | 22. März 1985      |
| Das Juwel der Krone *                                                                                            | Vereinigtes Königreich   | Dramaserie                  | 21. Oktober 1986   |
| Kapitän Tenkes * (auch: Der Kapitän vom Tenkesberg)                                                              | Ungarn                   | Abenteuerserie              | Januar 1965        |
| Knight Rider | Vereinigte Staaten       | Actionserie                 | 1991               |
| Das Krankenhaus am Rande der Stadt *                                                                             | Tschechoslowakei         | Krankenhausserie            | 5. Mai 1979        |
| Die Kriminalfälle des Majors Zeman * (auch: Die 30 Fälle des Major Zeman)                                        | Tschechoslowakei         | Krimiserie                  | 9. März 1976       |
| Die Leute vom Großen Sattel *                                                                                    | Tschechoslowakei         | Familienserie               | April 1989         |
| Lolek und Bolek                                                                                                  | Polen                    | Zeichentrickserie           |                    |
| Die Männer der Naumachos *                                                                                       | Italien                  | Abenteuerserie              | 3. Januar 1986     |
| Matt und Jenny                                                                                                   | Kanada                   | Abenteuerserie              | 12. Februar 1990   |
| Mazarin | Frankreich               | Abenteuerserie              | 30. März 1983      |
| Mit vollen Segeln (auch: Bis ans Ende der Welt)                                                                  | Rumänien                 | Abenteuerserie              | 19. Februar 1980   |
| Oh, diese Mieter! *                                                                                              | Dänemark                 | Familienserie               | 6. Januar 1975     |
| Pipo schafft alle                                                                                                | Tschechoslowakei/ BRD    | Kinderserie                 | 17. September 1989 |
| Privatdetektiv Anthonsen *                                                                                       | Dänemark                 | Krimiserie                  | 9. Januar 1986     |
| Die Rebellen vom Liang Shan Po                                                                                   | Japan                    | Actionserie                 | 1991               |
| Richelieu | Frankreich               | Abenteuerserie              | 22. September 1981 |
| Die Rivalen von Sherlock Holmes                                                                                  | Vereinigtes Königreich   | Krimiserie                  | 5. Januar 1977     |
| Sandokan – Der Tiger von Malaysia                                                                                | Italien/ BRD/ Frankreich | Abenteuerserie              | 17. Juli 1981      |
| Der Schatz im All *                                                                                              | Italien/ BRD/ Frankreich | Sci-Fi-Serie                | 31. Oktober 1989   |
| Die schnelle Gerdi                                                                                               | BRD                      | Familienserie               | 23. September 1990 |
| Die schöne Arabella und der Zauberer                                                                             | Tschechoslowakei         | Kinderserie                 | 30. Juli 1983      |
| Schwarze Wolken *                                                                                                | Polen                    | Abenteuerserie              | 5. September 1975  |
| Seemannsträume *                                                                                                 | Bulgarien                | Abenteuerserie              | 30. Juni 1989      |
| Sekunden entscheiden *                                                                                           | Polen                    | Abenteuerserie              | 13. Februar 1969   |
| Sherlock Holmes                                                                                                  | Vereinigtes Königreich   | Krimiserie                  | 5. September 1987  |
| Sie kam aus dem All *                                                                                            | Tschechoslowakei         | Kinderserie                 | 3. Juli 1982       |
| Der starke Lu *                                                                                                  | Volksrepublik China      | Abenteuerserie              | 23. Januar 1987    |
| Stefek, der Vierzigjährige * (auch: Die unvermeidlichen Erfahrungen des Stefan Karwowski als Mensch und Kollege) | Polen                    | Familienserie               | 31. August 1977    |
| Die unglaublichen Geschichten von Roald Dahl (auch: Ungewöhnliche Geschichten von Roald Dahl)                    | Vereinigtes Königreich   | Abenteuerserie              | 12. April 1990     |
| Unser Opa ist der Allerbeste *                                                                                   | Tschechoslowakei         | Kinderserie                 | 8. April 1982      |
| Der unsichtbare Mann *                                                                                           | Vereinigtes Königreich   | Sci-Fi-Serie                | 3. Mai 1986        |
| Vier Panzersoldaten und ein Hund *                                                                               | Polen                    | Kriegsserie                 | März 1968          |
| Washington: Hinter verschlossenen Türen                                                                          | Vereinigte Staaten       | Miniserie                   | 2. Mai 1980        |
| Wie eine verwehte Garbe *                                                                                        | Ungarn                   | Abenteuerserie              | 19. März 1985      |
| Wilhelm von Oranien *                                                                                            | Niederlande/ Belgien     | Dramaserie                  | 11. Dezember 1984  |
| Der Zauberstein                                                                                                  | Tschechoslowakei         | Kinderserie                 | 14. Juni 1986      |
| Zoo-Abenteuer *                                                                                                  | Australien               | Tierserie                   | 13. August 1988    |

Die Reihe Bitte weiterlachen! zeigte 1988 Zusammenschnitte aus der Ist-ja-irre-Spielfilmreihe. Die Slapstickreihe mit Kurzfilmen von Charlie Chaplin oder Buster Keaton Wenn die Torten fliegen oder Gute Nacht mit Charlie ist auch als Klamottenkiste bekannt.

### Schulfernsehen
Für den Unterricht in den Schulen wurden Sendungen aus folgenden Themen- bzw. Unterrichtsgebieten produziert: Chemie, ESP („Einführung in die sozialistische Produktion“), Englisch (English for you), Geographie, Geschichte, Heimatkunde, Deutsch, Physik, Staatsbürgerkunde und Russisch.
Viele Sendungen sind heute noch über das Deutsche Rundfunkarchiv, Frankfurt am Main und Potsdam-Babelsberg, zu bestellen.

## Finanzierung und Werbung
Das Fernsehen wurde durch Rundfunkgebühren finanziert. Darüber hinaus wurde es von Seiten des Staates stark subventioniert. So wurden z. B. im Staatshaushalt des Jahres 1982 115,4 Millionen DDR-Mark an Einnahmen veranschlagt. Im Jahr 1983 gab es Ausgaben in Höhe von 222 Millionen DDR-Mark. Der Gebühreneinzug erfolgte durch den Postzeitungsvertrieb.
1959 startete im Deutschen Fernsehfunk eine Versuchsendung „Notizen für den Einkauf“. Sie war der Vorläufer der „Tausend Tele-Tips“, die ab 1960 regelmäßig im Fernsehfunk liefen. Die Programme waren ab 1975 werbefrei. Die Gründe dafür lagen sicherlich auch in der mangelnden Konkurrenz der angebotenen Produkte untereinander.
Ab der Wendephase gab es wieder Werbung, um die in die Höhe geschossenen Kosten, die nun weitestgehend selbst zu tragen waren, zu finanzieren. Dazu wurde ein Vertrag mit dem französischen Werbevermarkter IP (Information et Publicité) mit einer Laufzeit bis zum 31. Dezember 1991 geschlossen.

## Technik
Für den Übertragungsstandard hatte die DDR sich abweichend von der im übrigen Osteuropa eingeführten OIRT-Norm D/K für die westeuropäische CCIR-Sendenorm B/G entschieden, um mit Westdeutschland kompatibel zu bleiben. Die Einführung des Farbfernsehens erfolgte jedoch abweichend von der Bundesrepublik und im Einklang mit Osteuropa am 3. Oktober 1969 im von Frankreich entwickelten SECAM-Standard. An der grundsätzlichen Kompatibilität änderte sich dadurch jedoch nichts, gegenseitiger Empfang zumindest in schwarzweiß blieb weiterhin möglich. Mit dem Programmschluss vom 14. auf den 15. Dezember 1990, gleichzeitig mit der Abschaltung des 1. Programms, wurde auf PAL umgeschaltet. Die Deutsche Bundespost ging davon aus, dass weitgehend Geräte in Gebrauch waren, die beide Farbnormen empfangen konnten. Anderenfalls war ein Decoder nötig.
Das Fernsehen der DDR führte 1983 als erste deutsche Fernsehanstalt versuchsweise das von Sony entwickelte Betacam-System für die magnetische Bildaufzeichnung ein, dessen Nachfolgesysteme (Betacam SP und Digital Betacam) noch heute von vielen großen Sendern genutzt werden. Es löste die elektromagnetische Aufzeichnungstechnik der Firma Bosch schrittweise ab. Im selben Jahr setzte das DDR-Fernsehen erstmals im deutschen Sprachraum eine Steadicam für eine Direktübertragung ein.

## Sonstiges
Herbert Köfer stand sowohl für die erste als auch für die letzte Sendung des DFF vor der Kamera. Bei der ersten Sendung am 21. Dezember 1952 war er Nachrichtensprecher für die Aktuelle Kamera. Bei der letzten Sendung handelte es sich um eine von Ines Krüger und Walter Plathe moderierte Silvester-Revue aus Chemnitz, die am Silvesterabend 1991 ausgestrahlt wurde. Köfer war dort als Gast eingeladen und sang zusammen mit Frank Schöbel den Schlager Der Letzte macht das Licht aus, der Laden macht nun dicht.

## DDR-Fernsehprominenz
| Name                 | Funktion beim DFF                                                        | spätere Tätigkeit |
| -------------------- | ------------------------------------------------------------------------ | --- |
| Andrea Ballschuh     | Moderatorin Kindersendung Ein Bienchen für…                              | Moderatorin, u. a. beim MDR (Quickie) und hr (hallo hessen) |
| Elke Bitterhof       | Programmsprecherin und Moderatorin                                       | Moderatorin MDR (selbstbestimmt!) und Antenne Brandenburg |
| Bodo Boeck           | Sportreporter                                                            | heute beim MDR |
| Cathrin Böhme        | Programmsprecherin                                                       | Moderatorin der Berliner Abendschau (rbb) |
| Andreas Brückner     | Moderator im Kinderprogramm (Sendung mobil)                              | Moderator von MDR aktuell (MDR) und Umschau |
| Jan Carpentier       | Politikjournalist bei Elf 99 und im Studio Bonn                          | Journalist beim rbb |
| Fanny Damaschke      | Programmsprecherin und Moderatorin                                       | |
| Klaus Feldmann       | Nachrichtensprecher der Aktuellen Kamera                                 | Nachrichtensprecher und Redakteur bei regionalem Sender in der Lausitz, heute Ruhestand |
| Bodo Freudl          | Programmansage im 2., Moderator (RUND) und Chefredakteur Jugendfernsehen | Tätigkeit bei UFA; war auch im RTL Frühstücksfernsehen |
| Angela Fritzsch      | Moderatorin bei Elf 99                                                   | Moderatorin von zibb (rbb) |
| Maria Gartz          | Politikjournalistin Studio Paris                                         | heute bei Euronews Lyon |
| Christiane Gerboth   | Moderatorin aktuell (Nachfolgesendung der „Aktuellen Kamera“)            | Nachrichtensprecherin bei ProSieben |
| Heike Götz           | Regionalnachrichtensprecherin                                            | Nachrichtensprecherin bei ORB/rbb, heute Moderatorin beim NDR |
| Hellmuth Henneberg   | Moderator                                                                | Moderator und Journalist beim rbb (Ozon und Gartenzeit) |
| Bernd Herrmann       | Politikjournalist (Studio Moskau)                                        | Journalist beim rbb |
| Dieter B. Herrmann   | Moderator von Aha                                                        | Astronom, Wissenschaftshistoriker, ehem. Direktor der Archenhold-Sternwarte in Berlin-Treptow und Gründungsdirektor des Zeiss-Großplanetariums in Berlin-Prenzlauer Berg, Präsident der Leibniz-Sozietät der Wissenschaften zu Berlin, † 2021 |
| Eckhard Herholz      | Sportreporter und Moderator „Sport aktuell“                              | wechselte 1990 zum ZDF; heute Chefredakteur eines privaten Publizistikunternehmens |
| Victoria Herrmann    | Journalistin und Moderatorin bei Elf99                                   | Moderatorin beim MDR |
| Andrea Horn          | Programmansagerin                                                        | Programmsprecherin bei RTL, danach ZDF-Chefansagerin, heute Moderatorin beim MDR |
| Maybrit Illner       | Reisemagazin Azur, Moderatorin Abendjournal und Sportredaktion           | Moderatorin beim ZDF (ZDF-Morgenmagazin, Maybrit Illner) und Publizistin |
| Hans-Dieter Jancker  | AK-Korrespondent in Dresden                                              | freier Mitarbeiter MDR-Rundfunk in Leipzig |
| Ulrich Jansch        | Sportreporter                                                            | Sportreporter bei Eurosport |
| Axel Kaspar          | Journalist, Filmemacher, Moderator im innenpolitischen Magazin „Prisma“  | ab 1992 tätig für den MDR (Magazine „WIR“, „Exakt“, „Fakt“), Reportagen/Dokumentarfilme |
| Ulf Kalkreuth        | Kulturjournalist                                                         | Moderator beim rbb |
| Andrea Kiewel        | Moderatorin des Regionalprogramms                                        | Moderatorin beim ZDF (u. a. ZDF-Fernsehgarten) |
| Renate Krawielicki   | Nachrichten                                                              | Moderation bei ORB und WDR (Servicezeit Familie) |
| Hardy Kühnrich       | Politikjournalistin, später ARD-Korrespondentin in Warschau              | rbb-Journalistin |
| Petra Kusch-Lück     | Programmsprecherin                                                       | Moderatorin bei ORB, MDR und rbb (Musikantenscheune) |
| Ines Krüger          | Programmsprecherin, Entertainerin, Moderatorin (Elf 99)                  | Moderatorin von Brisant (MDR) bis 2005, jetzt Therapeutin und kein Fernsehen |
| Wolfgang Lippert     | Moderator                                                                | Moderator u. a. beim ZDF (Wetten, dass..?) und MDR (Wo ist Lippi?, Ein Kessel Buntes, Damals war`s) |
| Anja Ludewig         | AK-Korrespondentin für Berlin und Potsdam                                | rbb |
| Christine Meister    | Nachrichten                                                              | rbb-Live-Reporterin, Moderatorin DW-TV |
| Achim Mentzel        | Moderator                                                                | Moderator beim MDR (Der Kahn der guten Laune, Achims Hitparade); † 2016 |
| Gerald Meyer         | Moderator Mittagsjournal                                                 | Moderator von Brandenburg aktuell und Wirtschaft, Arbeit, Sparen – „WAS!“ (rbb) |
| Carmen Nebel         | Programmsprecherin                                                       | Moderatorin beim ZDF |
| Bernd Niestroj       | Politikjournalist im Studio Bonn                                         | MDR-Journalist |
| Heinz Florian Oertel | Sportreporter                                                            | ORB- und MDR-Sportreporter, später Ruhestand, † 2023 |
| Jens Riewa           | Nachrichten                                                              | Chefsprecher bei der Tagesschau (NDR) |
| Almut Rudel          | Sportmoderatorin                                                         | MDR – Nachrichtenmoderatorin |
| Matthias Schliesing  | Nachrichten                                                              | Journalist beim MDR |
| Michael Schmidt      | Nachrichtenmoderator                                                     | NDR-Journalist in Schwerin |
| Susanne Schwab       | Programmansagerin                                                        | Ansagerin bei RTL, danach beim SFB |
| Frank Stuckatz       | Sportmoderator                                                           | freier MDR-, rbb-Journalist |
| Raiko Thal           | Politikjournalist (AK zwo)                                               | Moderator der Abendschau und zibb (rbb) |
| Dirk Thiele          | Sportreporter                                                            | Eurosport |
| Peter Thomsen        | Moderator („Man(n)ometer“)                                               | tätig als Fernsehschauspieler in Filmen und Serien |
| Monika Unferferth    | Programmsprecherin                                                       | rbb, MDR, ZDF – Journalistin und Moderatorin für Mode und Konfektion |
| Angelika Unterlauf   | Sprecherin der Aktuellen Kamera                                          | Sat.1-Journalistin, Ehefrau von Erich Böhme, heute im Ruhestand |
| O. F. Weidling       | Moderator und Conférencier sowie Gastgeber der Talkshow Treff mit O. F.  | |
| Doris Weikow         | Fernsehansagerin im 1. Programm                                          | |
| Beate Werner         | Moderatorin Bei uns in Sachsen (später als Sachsenspiegel)               | MDR (Unterwegs in Sachsen) |
| Gert Wichmann        | Politikjournalist (Studio Warschau)                                      | MDR-Journalist |
| Hans-Joachim Wolfram | Showmaster (Außenseiter-Spitzenreiter)                                   | führte bis 2011 als MDR-Unterhaltungsjournalist die Sendung Außenseiter-Spitzenreiter weiter, † 2016 |